# 梅拉佐
梅拉佐（義大利語：Melazzo），是意大利亚历山德里亚省的一个市镇。总面积19.72平方公里，人口1310人，人口密度66.4人/平方公里（2009年）。ISTAT代码为006092。